# Casina di Raffaello
La Casina di Raffaello è un edificio in Via della Casina di Raffaello nei giardini di Villa Borghese a Roma.
Il nome con cui si conosce il palazzo è fuorviante, in quanto non si riferisce a Raffaello Sanzio, che non progettò l'edificio né vi abitò né vi ebbe mai a che fare, e si confonde invece con il Casino di Raffaello che si trovava a Villa Doria nel Galoppatoio.

## Storia
La casina fu edificata nel XVII secolo per volere del cardinale Scipione Caffarelli-Borghese quando fu incominciata a essere costruita anche la Villa Pinciana, l'odierna Villa Borghese. Inizialmente si trovava in mezzo a un gelseto, abbattuto poi quando fu edificata la vicina Piazza di Siena; dal boschetto dei gelsi deriva il primo nome del palazzo, ovvero "Palazzina dell'arboreto de' gelsi".
Originariamente l'edificio era destinato ad abitazione del guardarobiere della Villa e possedeva molte stanze e due logge; in una di queste si trovavano delle decorazioni a chiaroscuro. Un lato del palazzo affacciava su un piccolo giardino quadrato con un frutteto ed un agrumeto, sostituito nel XVIII secolo, con la gestione dei lavori degli Asprucci, da una chiesa dedicata all'Immacolata Concezione.
L'edificio doveva ospitare le varie statue di Villa Borghese, in seguito sostituite da copie per evitare che venissero rubate, ma questo progetto non è mai stato possibile in quanto l'edificio è stato adibito a residenza privata fino al 2003.
Una volta acquisita dallo Stato, la Casina fu restaurata: i prospetti esterni, tinteggiati in un incongruo giallo ocra, presentavano intonaci fatiscenti e in più punti distaccati e caduti, mentre le decorazioni a stucco sul frontespizio del portico della cappella risultavano in gran parte perdute. Erano stati stravolti anche gli interni, i quali presentavano superfetazioni che avevano completamente alterato la spazialità originaria. Nel cortile erano state realizzate nuove cubature; la stanza più importante dell’edificio, situata al piano terreno e decorata da pregevoli affreschi di Felice Giani, era stata divisa con tramezzi; i portali di accesso erano stati in parte tamponati. Il progetto di restauro, curato dalla Sovraintendenza Comunale, fu finalizzato alla ricostituzione della spazialità originaria degli interni e del cortile secondo l'assetto conferito nel XVIII secolo da Antonio Asprucci, adeguandolo staticamente e impiantisticamente alla nuova funzione di ludoteca: furono eliminati tutti gli interventi che ne avevano alterato la struttura e ripristinati tutti gli elementi originari, i porticati, la tinteggiatura e il travertino; tutti gli stucchi sono stati ricostruiti secondo i modelli originari superstiti. Dopo gli opportuni e necessari interventi di consolidamento e rimozione di sali e vecchie e improprie tinteggiature furono eseguiti leggeri ritocchi e integrazioni ad acquerello, restituendo ai pregevoli dipinti murali i colori originari; analogo intervento di pulitura interessò i marmi, la statua dell'Immacolata Concezione, le paraste in marmo cipollino e la balaustra in marmi colorati davanti all'altare nella Cappella.

## Uso

### Spazio Arte e Creatività “Casina di Raffaello”
Lo Spazio Arte e Creatività “Casina di Raffaello” è una ludoteca che l'amministrazione capitolina ha aperto nel 2006 e dedicato a tutti i bambini dai 3 ai 14 anni. La Casina è di proprietà del Comune di Roma e dal 2006 viene gestita in collaborazione con Zetéma Progetto Cultura. La Casina propone un articolato programma di attività fra cui laboratori didattici, letture animate, presentazioni di libri, mostre temporanee, centri estivi, corsi di formazione, rassegne sull'editoria per l'infanzia e altro. Dispone di spazi gratuiti fruibili anche a bambini al di sotto dei 3 anni, di sale da affittare per feste di compleanno e di una libreria specializzata dove poter acquistare libri e giochi per l'infanzia.

### Chiesa dell'Immacolata
La chiesetta dell'Immacolata a un'unica navata è ospitata nel pianterreno del lato ovest della Casina.
Un loggiato permette l'accesso alla chiesa. Gli affreschi della chiesa furono realizzati fra il 1791 e il 1793 da Felice Giani e da Giovan Battista Marchetti con raffigurazioni cristiane. L'altare è in marmo verde e porfido rosso sormontato da una statua in marmo bianco dell'Immacolata Concezione di Filippo Andrea Grandjacquet.
La chiesa ospita anche la tomba di Pietro Canonica.